# Familienrecht (Österreich)
Das Familienrecht Österreichs umfasst das Eherecht, das Recht zwischen Eltern und Kindern (insbes. Kindschaftsrecht) und die Obsorge einer anderen Person. Basis der familienrechtlichen Bestimmungen Österreichs ist das Allgemeine Bürgerliche Gesetzbuch (ABGB). Mit Einführung des Ehegesetzes (EheG) vom 6. Juli 1938 wurden allerdings zahlreiche Vorschriften, welche die Rechtsverhältnisse in der Ehe regeln, außer Kraft gesetzt. Im Sinne der Gleichberechtigung und des Kindeswohles wurde in den 1960er und 1970er Jahren die Große Familienrechtsreform durchgeführt.

## Eherecht

### Verlöbnis
Das Eheverlöbnis oder ein vorläufiges Versprechen, sich zu ehelichen, zieht keine rechtliche Verbindlichkeit nach sich, weder zur Schließung der Ehe selbst, noch zur Leistung desjenigen, was auf den Fall des Rücktrittes bedungen worden ist (§ 45 ABGB).

### Definition Ehe
Die Ehe ist ein privatrechtlicher Vertrag. Es gilt in Österreich der Grundsatz der obligatorischen Zivilehe.
Nach der Entscheidung des Verfassungsgerichtshof in Wien 2017 wurde die Institution der Ehe auch für gleichgeschlechtliche Paare geöffnet.
Der aktuelle Begriff Ehe wurde in § 44 ABGB neu definiert:

„Die Familienverhältnisse werden durch den Ehevertrag gegründet. In dem Ehevertrage erklären zwei Personen gesetzmäßig ihren Willen, in unzertrennlicher Gemeinschaft zu leben, Kinder zu zeugen, sie zu erziehen, und sich gegenseitigen Beistand zu leisten.“

### Eheschließung
- § 15 Abs. 1 EheG: „Eine Ehe kommt nur zustande, wenn die Eheschließung vor einem [dazu berufenen] Standesbeamten geschlossen wird.“
- § 15 Abs. 2 EheG: „Als Standesbeamter im Sinne des Abs. 1 gilt auch, wer, ohne Standesbeamter zu sein, das Amt eines Standesbeamten öffentlich [als sogenannter Scheinstandesbeamter] ausgeübt und die Ehe in das Ehebuch eingetragen hat.“

Während nach herrschender Rechtsmeinung die Ehe nach Abs. 1 in deklarativer Wirkung zustande kommt, unabhängig von der Eintragung in das Ehebuch und unabhängig von der Anwesenheit von Zeugen; so kommt die Eheschließung vor dem Scheinstandesbeamten nach Abs. 2 erst mit der Eintragung in das Ehebuch zustande.

### Formerfordernis
Nach § 17 EheG ist zur Gültigkeit der Eheschließung erforderlich
- Abs. 1: die persönliche und gleichzeitige Anwesenheit der Verlobten und ihr übereinstimmender Wille, die Ehe miteinander einzugehen;
- Abs. 2: die Bedingungslosigkeit und die ohne Zeitbestimmung versehene Abgabe der Erklärungen.

### Eheauflösung

#### Nichtigkeit der Ehe
Die Ehe ist gemäß § 20 EheG nur in den Fällen nichtig, in denen dies in den §§ 21 bis 25 des EheG bestimmt ist.
In den §§ 21–25 EheG sind die Nichtigkeitsgründe erschöpfend (taxativ) aufgezählt:
- § 21: Mangel der Form (wenn die Eheschließung nicht in der nach § 17 vorgeschriebenen Form – siehe oberhalb – geschlossen wurde).
- § 22: Mangel der Geschäfts- oder Urteilsfähigkeit
- § 23: Namensehe und Staatsangehörigkeitsehe
- § 24: Doppelehe
- § 25: Verwandtschaft (Blutsverwandtschaft!)

Die Ehe muss durch Urteil für nichtig erklärt werden. Passiert dies nicht, gilt die Ehe weiterhin (§ 27 EheG). Klagebefugnis hat entsprechend § 28 im Fall der Namensehe und Staatsangehörigkeitsehe nur der Staatsanwalt (Abs. 1). In allen anderen Fällen kommt das Klagsrecht auch jedem der Ehegatten, im Fall der Doppelehe auch dem Ehegatten der früheren Ehe zu (Abs. 2.)

#### Aufhebung der Ehe
Die Aufhebungsgründe der Ehe sind taxativ in den §§ 33-39 EheG geregelt:
- § 35: Mangel der Einwilligung des gesetzlichen Vertreters bei Eheschließung durch einen beschränkt Geschäftsfähigen
- § 36: Irrtum über die Eheschließung oder über die Person des anderen Ehegatten:
  -     - Wenn ein Ehegatte nicht gewusst hat, dass es sich (überhaupt) um eine Eheschließung gehandelt hat;
    - wenn ein Ehegatte um die Eheschließung zwar gewusst hat, eine Eheerklärung aber (eigentlich) nicht hat abgewollen wollen;
    - Irrtum über die Person des anderen Ehegatten

  - § 37: Irrtum über Umstände, die die Person des anderen Ehegatten betreffen. (Umstände betreffend, die den Ehegatten in Kenntnis der Sachlage und bei richtiger Würdigung des Wesens der Ehe abgehalten hätte, die Ehe einzugehen.)
  - § 38: Arglistige Täuschung
  - § 39: Drohung

#### Scheidung
Das Ehegesetz kennt zwei Gruppen von Scheidungen:
- Verschuldensscheidung (§ 49 EheG)
- Scheidung aus anderen Gründen (§§ 50-55a EheG)

Bei der Verschuldenscheidung kann ein Ehegatte Scheidung begehren, wenn der andere durch eine schwere Eheverfehlung (z. B. Ehebruch, körperliche Gewalt, Zufügung schweren seelischen Leids etc.) oder durch ehrloses oder unsittliches Verhalten die Ehe schuldhaft so tief zerrüttet hat, dass die Wiederherstellung einer ihrem Wesen entsprechenden Lebensgemeinschaft nicht erwartet werden kann (§ 49 EheG).
Die häufigste Form der Ehescheidung ist die Scheidung im Einvernehmen (einvernehmliche Scheidung). Diese ist im § 55a EheG geregelt.